# 先鋒 (愛荷華州)
皮昂尼爾（英語：Pioneer）是一個位於美國愛荷華州洪堡縣的城市。

## 地理
皮昂尼爾的座標為42°39′16″N 94°23′27″W / 42.65444°N 94.39083°W，而該地的平均海拔高度為361米（即1184英尺）。

## 人口
根據2010年美國人口普查的數據，皮昂尼爾的面積為0.16平方千米，當中陸地面積為0.16平方千米，而水域面積為0.00平方千米。當地共有人口23人，而人口密度為每平方千米143人。